# Sukuk
Sukuk (Arabisch صكوك, meervoud van صك Sakk, "rechtsinstrument, akte, cheque") is de Arabische algemene aanduiding voor een financieel certificaat, maar gewoonlijk voor het islamitische equivalent van een obligatie. Sukuk zijn in het leven geroepen om te voldoen aan regels van het islamitisch bankieren, die het in rekening brengen en betalen van rente verbieden. Financiële activa die in overeenstemming zijn met de islamitische wet kunnen worden onderverdeeld in wel of niet verhandelbaar.
Er zijn conservatieve schattingen dat meer dan $1,2 triljoen aan activa onder islamitische investeringsregels worden beheerd.
Sukuk financiering is vergelijkbaar met het religieuze concept van gemach die voldoet aan zowel het positieve Thora-gebod om geld uit te lenen als het verbod uit de Thora om rente in rekening te brengen. Dergelijke religieus geïnspireerde systemen van leningen zonder rente kunnen voor buitenstaanders een beetje gekunsteld overkomen. Een analoge financieringsvorm zijn de zogenaamde ethische of groene beleggingen. Daarbij zijn de investeringsmogelijkheden door bepaalde criteria beperkt, gebaseerd op morele en ethische overwegingen. Islamitische financieringen maken deel uit de wereldmarkt, waarin ook conventionele investeerders kunnen participeren.

## Terminologie
Hoewel in de media ‘sukuk’ (enkelvoud) en ‘sukuks’ (meervoud) wordt gebruikt, is sukuk feitelijk een meervoud. De juiste Arabische vormen zijn ‘sakk’ (enkelvoud) en ‘sukuk’ (meervoud).

## Geschiedenis
Sakk (sukuk) is verwant aan de Europese wortel ‘cheque’ van het Perzische (چک) uitgesproken als 'check'. In de vroege islam verwees dit naar elk document dat een contract voorstelde of een overdracht van rechten, verplichtingen of betaalmiddelen in overeenstemming met de sharia. Empirische gegevens laten zien dat sukuk tijdens de middeleeuwse islam wijdverbreid waren voor het overhevelen van financiële verplichtingen voortkomend uit handel en andere commerciële activiteiten.
De essentie van sukuk vanuit het huidige islamitisch perspectief ligt in het concept van ‘te gelde maken’ van activa, de zogenaamde securitisatie, dat bereikt wordt door het proces van uitgeven van sukuk (taskeek). De betekenis daarvan is dat toekomstige kasstromen (cashflows) van die activa worden omgezet in een huidige kasstroom. Sukuk kunnen worden ingezet voor zowel bestaande activa als specifieke activa die op een toekomstige datum beschikbaar komen.

## Principe
Sukuk kunnen op verschillende manieren worden vormgegeven. Terwijl een conventionele obligatie een belofte is om een lening terug te betalen, houden sukuk gedeeltelijke eigendom in van een lening (Sukuk Murabaha), een bezitting (Sukuk Al Ijara), een project (Sukuk Al Istisna), een onderneming (Sukuk Al Musharaka), of een investering (Sukuk Al Istithmar).
In het algemeen bootsen sukuk-constructies de kasstromen van gewone obligaties na. Zulke constructies worden op beurzen genoteerd, in Europa gewoonlijk de Luxembourg Stock Exchange en de London Stock Exchange en verhandelbaar gemaakt via een conventionele effecten-bewaarinstelling (Central Securities Depository), zoals Euroclear of Clearstream.
Een hoofdtechniek om kapitaalbescherming te verkrijgen zonder een lening te verstrekken is de belofte door de verstrekker een bepaalde zaak te kopen, bijvoorbeeld in het geval van Sukuk Al Ijara. Waarbij in de tussentijd een huur wordt betaald, die vaak gekoppeld is aan een rentestand zoals Euribor (dat laatste wordt door sharia-geleerden afgekeurd).
Vanuit het oogpunt van de sharia zijn schuldbewijzen niet verhandelbaar (hoewel door velen in Maleisië een andere mening wordt aangehangen), en bepaalde structuurkenmerken van de Sukuk Al Musharaka, Sukuk Al Mudaraba en Sukuk Al Istithmar kregen in 2007 scherpe kritiek van Sheik Muhammad Taqi Usmani, gevolgd door een bijeenkomst van de Accounting en Auditing Organisation for Islamic Financial Institutions (AAOIFI).
Sindsdien is de meest aanvaarde verhandelbare constructie die van de Sukuk Al Ijara. Schuldbewijzen kunnen vanuit islamitisch perspectief alleen gekocht worden voordat de financiering plaatsvindt en moeten dan vastgehouden worden tot het einde van de looptijd, wat het verhandelen tegen marktprijzen van schuldbewijzen lastig maakt, omdat ieder prijsverschil gezien wordt als de verboden riba (rente op geld).
De sharia ziet geld als een maatstaf voor waarde en niet als een bezit op zich. Daarom is vereist dat men geen inkomen geniet louter op grond van geld (of iets dat het genus (rechtsbegrip) van geld heeft). Dit genereren van geld uit geld (eenvoudig gesteld rente, is ‘riba’ en is verboden). De implicatie hiervan is dat voor een islamitische financiële instelling het verhandelen en verkopen van schulden en vorderingen (anders dan a pari), evenals het conventioneel uitlenen van geld en creditcards niet toegestaan zijn.
Dit principe wordt algemeen gezien als een onzekerheid in contractuele zin en/of onzekerheid over het bestaan van een onderliggend ‘bezit’ bij een contract, hetgeen voor islamitische geleerden een probleem vormt wanneer zij de toepassing van financiële derivaten beschouwen. De sharia kent ook het begrip maslahah of ‘algemeen belang’, dat aangeeft dat als iets overwegend in het algemeen belang is, het toch gedaan mag worden – en dus zou hedging of het afdekken van vermijdbare risico’s in deze categorie kunnen vallen, maar daarover is nog veel discussie.